# El Cogul
El Cogul  est une commune de la province de Lleida, en Catalogne, en Espagne, de la comarque de Garrigues

## Histoire
Les grottes d'El Cogul (es) sont un des principaux sites d'art rupestre dans l'art préhistorique du Levant espagnol.